# Galeruca weisei
Galeruca weisei es una especie de insecto coleóptero de la familia Chrysomelidae.
Fue descrita científicamente en 1903 por Reitter.